# Tjartar
Tjartar (armeniska: Ճարտար) är ett berg i Armenien. Det ligger i provinsen Gegharkunik, i den centrala delen av landet, 50 kilometer öster om huvudstaden Jerevan. Toppen på Tjartar är 2 573 meter över havet, eller 143 meter över den omgivande terrängen. Bredden vid basen är 1,5 km.
Terrängen runt Tjartar är lite bergig. Närmaste större samhälle är Martuni, 13,4 kilometer öster om Tjartar. 
Trakten runt Tjartar består i huvudsak av gräsmarker. Runt Tjartar är det ganska tätbefolkat, med 72 invånare per kvadratkilometer.